# 紺乃美鶴
紺乃美鶴（こんの みつる、5月10日 - ）は、日本の元女子プロレスラー。

## 経歴
2016年
- 8月14日、板橋グリーンホール大会にて「みつる」の名前で初エキシビジョン[1]。
- 9月25日、市ヶ谷チョコレート広場大会で10月4日に開催される新木場1stRINGでのデビューが決定。
- 10月4日、リングネームが「紺乃美鶴」に正式決定[2]。同日の新木場大会でのさくらえみ戦でデビュー[3]。

2017年
- 8月11日、板橋グリーンホール大会にて、泰里からブレーンバスターホールドでデビュー初勝利[4]。

2021年
- 1月、プロレス卒業。[5]

## 人物
- 2015年にプロレスを初観戦。その半年後に入団を希望した[6]。ほかに仕事を持ちながらのプロレスラー活動のため、全大会への参戦はしていない[6]。
- コスチュームは自身のデザインによるもの[7]。
- 闘志を前面に出したファイトスタイルで、柔軟性と長い手足を活かしたジャベを得意とする。

## テーマ曲
- 一琴一鶴

## 得意技
- 鎌固め
- ブレーンバスター
- ブレーンバスターホールド
- セカイバレー
  - バレーボールのサーブを打つ様なモーションで大きく右腕を振りかぶり袈裟切り式にチョップを叩き込む。
- 鶴固め
  - サソリ固めに入るような形で相手の足をたたみそのまま90度向きを変え前転し相手を裏返す。足をロックしたまま相手の両腕を取りサーフボードストレッチの体勢へ。
  - さらに後ろへ倒れこみ左足を相手の首にかけ、その足を左手でつかみ締め上げる。
  - 命名は「ことり」によるもの。
- オニ殺し
  - 回転エビ固めから相手を裏返し、開脚前屈の体勢になった相手をブリッジで抑え込む。
- 鶴乃舞
  - ハーフボストンクラブから片足を相手の首にかけさらに相手の片腕を取り締め上げる。
- ぶち上げ
  - 変形弓矢固め。折りたたんだ相手の両足を自身の足でロックし更に相手の背中を踏む形で持ち上げる。
- ナイトカッター